# 杜瓦瓶

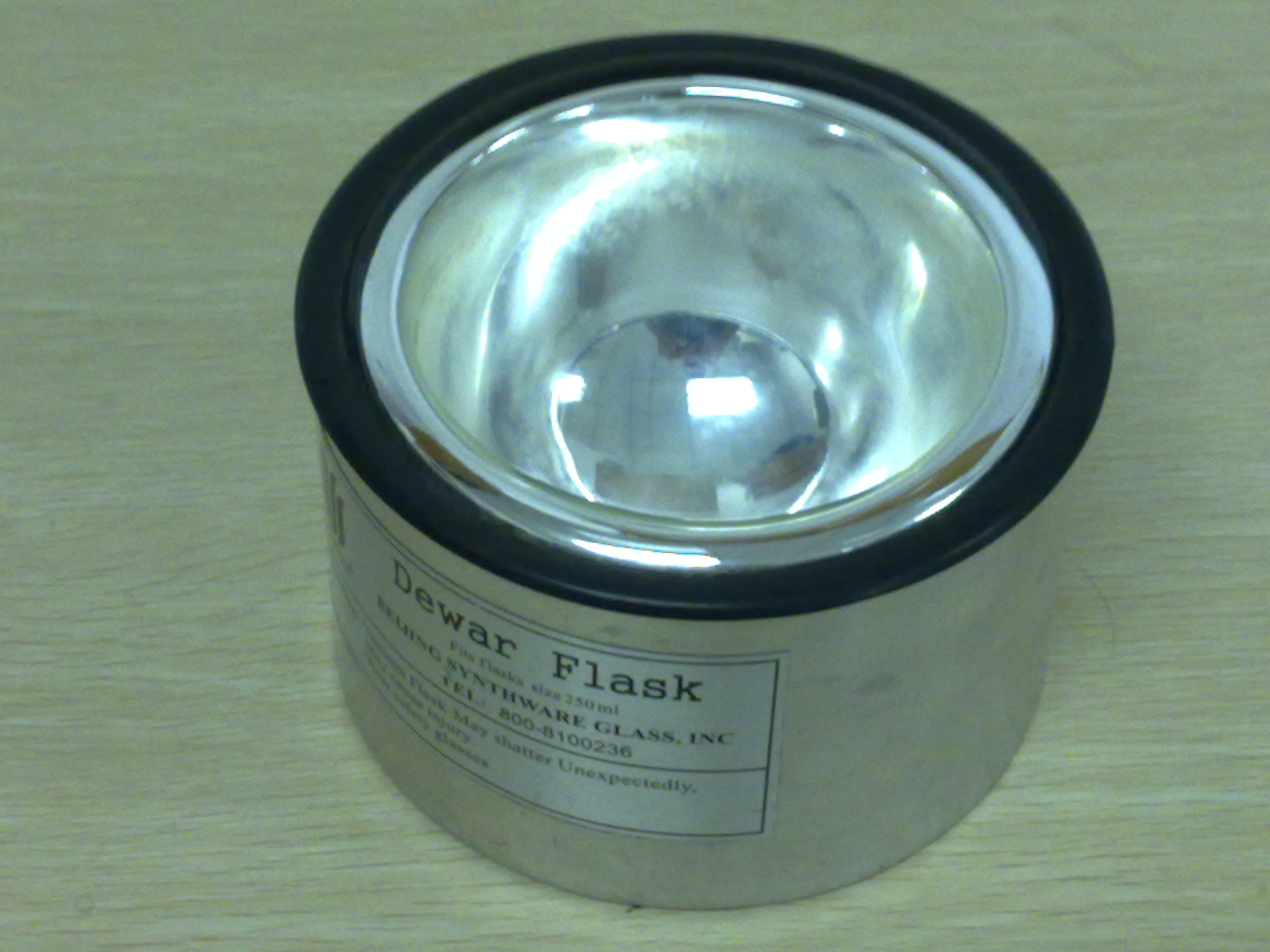
小型杜瓦瓶

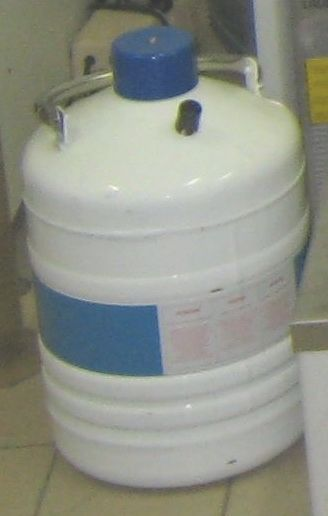
儲存液態氮、附有洩壓閥的杜瓦瓶

杜瓦罐（cryogenic storage dewar），也称真空罐、低温储罐，是工业界用于储存液氮、液氦等低温液态气体的真空绝热容器，由苏格兰物理学家兼化学家詹姆斯·杜瓦（James Dewar）发明，有很好的绝热保温效果。

## 相关专利
- Burger, R., 美國專利第872,795号, "Double walled vessel with a space for a vacuum between the walls", December 3, 1907.